# Melitta tricincta
Melitta tricincta là một loài ong trong họ Melittidae. Loài này được Kirby miêu tả khoa học đầu tiên năm 1802.